# Ranuccio Farnese (Kardinal)

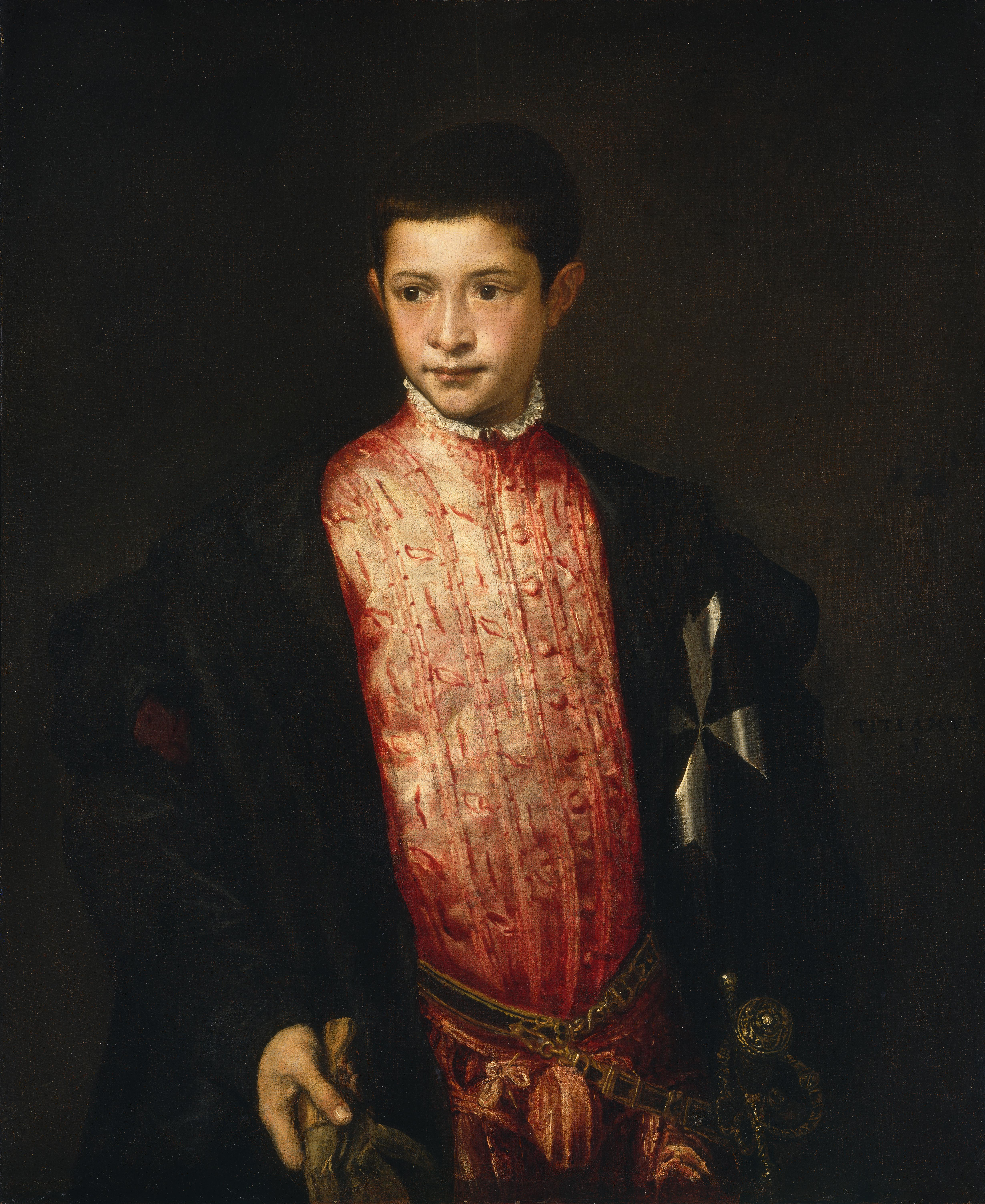
Ranuccio Farnese, 12 Jahre alt, als Maltesischer Ordensritter (Gemälde von Tizian, 1542, National Gallery of Art, Washington, D.C.)

Ranuccio Farnese (* 11. August 1530 in Valentano; † 29. Oktober 1565 in Parma) war ein italienischer römisch-katholischer Kardinal aus der Familie Farnese.

## Leben

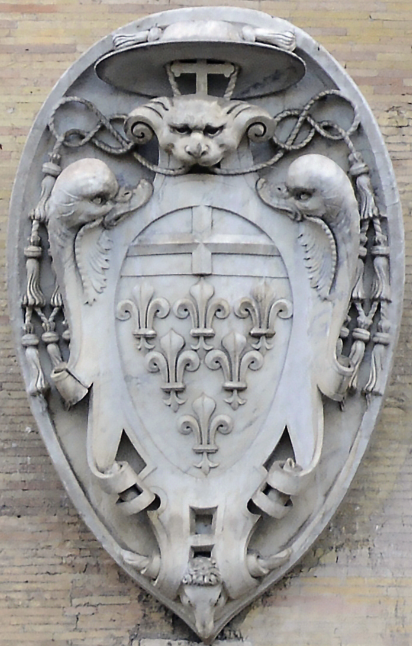
Rannuccios Kardinalswappen (Palazzo Farnese, Rom)

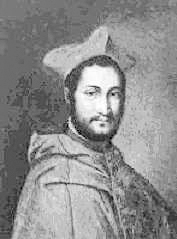
Kardinal Ranuccio Farnese (Bildnis, 16. Jahrhundert)

Ranuccio Farnese war der Enkel des ebenfalls aus der Farnese-Familie stammenden Papstes Paul III. und der Bruder von Alessandro Farnese, der ebenfalls Kardinal war und der Große Kardinal genannt wurde; dagegen nannte man Ranuccio cardenalino („kleiner Kardinal“), weil er von seinem Großvater schon mit 15 Jahren zum Kardinal ernannt worden war. Schon als Zehnjähriger wurde er lebenslang Prior von Venedig des Souveränen Malteserordens. Als solcher wurde er im Alter von zwölf Jahren von Tizian porträtiert.
Während seiner Zeit als Kardinaldiakon von Santa Lucia in Silice, zu dem sein Großvater ihn am 16. Dezember 1545 kreiert hatte, wurde er als großer Mäzen bekannt und war durch seine Rechtschaffenheit hoch angesehen. Seine gemeinsam mit seinem Bruder Alessandro geleisteten Stiftungen ermöglichten den Bau des Oratoriums Santissimo Crocifisso. Karl Borromäus lobte an ihm seine Weisheit und Nächstenliebe. 1544 nahm Ranuccio seine Residenz im, noch im Bau befindlichen Palazzo Farnese in Rom. Am 8. Oktober 1546 wechselte er zur Titeldiakonie Sant’Angelo in Pescheria. An demselben Tag wurde er zum Administrator (bis zur Erreichung des kanonischen Alters) des Titularpatriarchats von Konstantinopel ernannt, dieses Amt gab er am 19. März 1550 auf. Am 12. Februar 1547 wurde er zum Großpönitentiar ernannt und am 25. März desselben Jahres zum Erzpriester der Lateranbasilika. Die beiden letzteren Positionen hatte er bis zu seinem Tod inne. Am 7. Februar 1565 schließlich wurde er zum Kardinalbischof von Sabina erhoben.
Er starb 35-jährig in Parma an einem bösartigen Fieber und wurde in der Lateranbasilika in Rom beigesetzt, wo sich sein Grabmonument (Abb.) befindet. Zu einem nicht mehr bekannten Datum wurden seine Gebeine in die Kirche Ss. Giacomo e Cristoforo auf der Insel Bisentina im Bolsenasee umgebettet, wo sich das Familienbegräbnis der Farnese befand.